# Melodi Grand Prix Nordic
El Melodi Grand Prix Nordic es un concurso musical infantil para niños de entre 8 y 15 años de los países nórdicos, con un formato similar al Festival de Eurovisión Junior en el que participan Suecia, Dinamarca, Noruega y Finlandia.

## Formato
En 2002 y 2006 participaron Noruega, Suecia y Dinamarca, con tres canciones cada país. El sistema de puntos de 2002 consistió en que cada país daba 2, 4, 6, 8, 10 y 12 puntos a las canciones de los otros. En 2006 los puntos se repartían proporcionalmente y los participantes con más puntos pasaban a una superfinal.
En 2007, con el debut de Finlandia, cada país envió dos canciones con el mismo sistema de puntos que en 2006.

## Historia
El primer Melodi Grand Prix Nordic se celebró en Copenhague, Dinamarca, en 2002, con victoria danesa. 
En 2003 los países nórdicos comenzaron a participar en el Festival de Eurovisión Junior. 
En 2006 Noruega y Dinamarca se retiraron de Eurovisión Junior para volver a organizar este festival. El festival se celebró en 2006 en Estocolmo, Suecia, con una segunda victoria danesa.

## Ediciones
| Año  | Sede       | Artículo        | Ganador   | Artista(s)      | Idioma          | Canción         |
| ---- | ---------- | --------------- | --------- | --------------- | --------------- | --------------- |
| 2002 | Copenhague | MGP Nordic 2002 | Dinamarca | Razz            | Danés           | Kickflipper     |
| 2006 | Estocolmo  | MGP Nordic 2006 | Dinamarca | SEB             | Danés           | Tro på os to    |
| 2007 | Oslo       | MGP Nordic 2007 | Noruega   | Celine Helgemo  | Noruego         | Bæstevænna      |
| 2008 | Århus      | MGP Nordic 2008 | Noruega   | The BlackSheeps | Noruego y lapón | Oro jaska beana |
| 2009 | Estocolmo  | MGP Nordic 2009 | Suecia    | Ulrik Munther   | Sueco           | En vanlig dag   |